# Chimarra auriceps
Chimarra auriceps är en nattsländeart som beskrevs av Hagen 1858. Chimarra auriceps ingår i släktet Chimarra och familjen stengömmenattsländor. Inga underarter finns listade i Catalogue of Life.